# 八木勇平
八木 勇平（やぎ ゆうへい、1912年3月31日 - 2001年1月4日）は、日本の実業家。東急建設社長や、世紀東急工業会長、静岡県人会会長などを務めた。

## 人物・経歴
静岡県小笠郡出身。1933年小樽高等商業学校（現小樽商科大学）卒業、東京横浜電鉄（現東急）入社。1958年取締役。1971年東急建設専務取締役。1972年東急建設取締役副社長。1973年東急建設取締役社長。1976年東急道路取締役社長。1978年東急工建取締役会長、東急不動産取締役。1979年東京急行電鉄監査役。1982年世紀東急工業取締役会長。静岡県人会会長なども歴任した。

## 著書
- 『私の記録 : 八木勇平』東急エージェンシー出版事業部 1988年
- 『私の記録 : 追補』東急エージェンシー出版事業部 1992年